# Kuni no Katachi Kenkyūkai
Das Kuni no Katachi Kenkyūkai (jap. 国のかたち研究会, dt. „Forschungsrat für den Zustand des Landes“) ist eine Faktion der japanischen Konstitutionell-Demokratischen Partei (kurz KDP) um den Unterhausabgeordneten Naoto Kan und wird daher auch als Kan-Gruppe (菅グループ, Kan gurūpu) bezeichnet. Sie hat ihre Ursprünge in der Demokratischen Partei, deren Parteimitgründer Kan war. Eine weitere Führungsfigur war Satsuki Eda, von 2007 bis 2010 Präsident des Oberhauses. Die Faktion hatte einst über 60 Mitglieder aus beiden Parlamentsfraktionen (2006, 2007 und 2010), momentan (2020) sind es 15 Unterhausabgeordnete und 4 Oberhausabgeordnete.
Die Faktion gilt als Verfechter eines sozialliberalen Parteiprofils, engagiert sich in Fragen der Menschen- und Bürgerrechte und wollte zu DPJ-Zeiten den Einfluss der Ministerialbürokratie auf die Politik zurückdrängen.